# 美少女战斗队
《美少女战斗队》（日语：メタルファイター♥MIKU）是由日本動畫製作公司J.C.STAFF制作的一部13集少女格斗竞技类的電視动画，亦是導演新房昭之執導的第一部動畫作品，1994年7月8日至1994年9月30日于东京电视台首播。本作动画推出时，同时还出现了小说、资料设定集、CD以及游戏等衍生原创作品。现在由于官方尚未发行DVD，所以本片在日本的知名度也逐渐下降，不过看过本片的观众大多都给予好评。中国大陆则引进的是台湾的汉语配音版本；同时香港也出现了粤语配音的版本，其译名为《重装甲少女组》；之后中国大陆的正式译名为《金属战斗者♥美克》。

## 内容概要
从小酷爱摔跤的女孩—美克，为了能实现成为摔跤选手的梦想，于是便加入了摔跤团体TWP（东京女子摔跤集团）旗下的偶像歌星小团体“漂亮宝贝队”。TWP为了选拔新的摔跤选手参加“新女子摔跤冠軍杯”的比赛，而为她们特别准备了一场出道赛。就在比赛将要获胜之时，突然闯入了一支实力派的摔跤组合破坏了这场重要的比赛，并嘲讽漂亮宝贝队只是个虚有其表而没有实力的小团队。美克她们为了维护自己的尊严，证明自己的实力，美克与同伴们便决定参加“新女子摔跤冠軍杯”的冠军争夺战，她们便开始刻苦训练格斗技能，领悟做为人的生存之道而闯过了各种阴谋与重重的困难，最终美克将与女子摔跤界女王阿柯玛琳作最终决战。

## 登场人物

### 漂亮宝贝队
未來／美克（みく）
配音：吉田古奈美（日本）；梁少霞（香港）；龍顯蕙（台灣）
17岁。TWP社团所属。漂亮宝贝队成员之一的主将，决斗姓名为“美少女之星，漂亮宝贝美克”。她是个从幼儿园开始就非常喜欢职业摔跤得热血美少女，因为非常憧憬女子摔跤界的女王—阿柯玛琳而加入了新一代的职业摔跤界。爱好是职业摔跤，拿手项目也是职业摔跤，每天都是职业摔跤！必杀技是“美克镇拳”、“美克反弹飞燕踢”、“美克飞鸡台风”、“美克泰山压顶”。印象色是天蓝色。
沙也加（サヤカ）
配音：根谷美智子（日本）；沈小兰（香港）；汪世瑋（台灣）
18岁。TWP社团所属。漂亮宝贝队成员之一的先锋，决斗姓名为“漂亮宝贝沙也加”。在漂亮宝贝队中是最年长的。因为打算成为偶像歌手而进入TWP，最终选择成为一名摔跤选手。她一心只想让自己变得最美丽，喜愛化妆。必杀技是“螺旋腿”。印象色是紫色。
纯子（ギンコ）
配音：折笠爱（日本）；谢洁贞（香港）；錢欣郁（台灣）
17岁。TWP社团所属。漂亮宝贝队成员之一的副将，决斗姓名为“漂亮宝贝纯子”。是个擅长飞踢技的力量型战斗者。身上带有点不良少女的性格与作风，其实，她非常重视过去的旧情旧义。她俗称为“纯子先生”，最喜好争强好胜的争斗。在节假日，她经常会去看昭和时代的日本电影。必杀技不详。印象色是金色。
奈奈（ナナ）
配音：小野寺麻理子（日本）；陆惠玲（香港）
16岁。TWP社团所属。漂亮宝贝队成员之一的次锋，决斗姓名为“漂亮宝贝奈奈”。外表看上去几乎就像个小学生，可是作战之时具有压倒性的天才表演技艺，但也有在战场上向对手使坏的小绝技。必杀技是“奈奈龙卷风”、“奈奈大旋转”。印象色是粉红色。

### 帮助漂亮宝贝队的人们
周防英一
配音：梁田清之（日本）；李香生（台灣）
30岁。漂亮宝贝队的专职男教练。整天喝酒喝得淋酊大醉，但对美克她们的教导的确有方。曾经担任过阿柯玛琳的教练。
丸米金太
配音：三木真一郎（日本）
17岁。TWP的专职机械工程师，美克她们的金属装备与道具都由他负责制造，是支持美克她们的青年天才，对美克抱有恋爱式的感情。
原宿藤吉郎
配音：中博史（日本）
51岁。TWP（东京女子摔跤集团）的软弱社长，有关于职业摔跤的东西竟一无所知，他主要是只想作为偶像的经纪人将偶像的出版物发售而已，妻子昌代将代理TWP社长的实权。
原宿昌代
配音：水原鈴（日本）
40岁。原先也是一名摔跤选手。她是美克她们的依靠，所以美克她们称她为“母亲”。

### 月光珠宝队
芝野叶子／蓝宝石（サファイア）
配音：筱原惠美（日本）；卢素娟（香港）
25岁。SWWP（芝野世界女子摔跤集团）的代表，也是芝野财团的大小姐。是个喜爱骑乘骆驼的才女。花鸟风月与月光珠宝队等摔跤团体都是由她荐举的，目的是为了击挎TWP的摔跤团队。她其实是率领月光珠宝队成为漂亮宝贝队对手的领导—蓝宝石，她是可以将金属装备自如发挥到顶点的美女，作战方法冷酷无情。不过，她最讨厌卑怯之事。必杀技是“月光龙卷风”。
红宝石（ルビー）
绿宝石（エメラルド）
珍珠（パール）

### 花鸟风月
花子（ハナコ）
鸟子（トリコ）
风子（ガゼコ）
月子（ツキコ）

### 其它人物
阿柯玛琳（アクアマリン）
配音：胜生真沙子（日本）；林丹凤（香港）
28岁。本名是来生早纪。现处于自由人状态，是传说中的新职业摔跤冠军。技能与速度都相当敏捷，是摔跤界中无敌的女王。是美克憧憬的深受影响的对象。

## 主题歌
片头曲
《直到变成风》（風になるまで）
作词：白峰美津子／作曲·编曲：岩崎元是／演唱：桃田佳世子
片尾曲
《睁开1000个眼睛》（瞳は1000カラット）
作词：横山武／作曲·编曲：岩崎元是／演唱：桃田佳世子
插曲
《梦的感触》（Dream Sensation）
作词：横山武／作曲·编曲：川井宪次／演唱：漂亮宝贝队（主人公4人）

## 各集标题
1. 美克参加比赛
2. 美克展开特训
3. 美克的魔鬼特训
4. 美克遭到怀疑
5. 美克变成鸡
6. 美克神魂颠倒
7. 美克的告白
8. 美克当歌星
9. 美克参加决赛
10. 美克作战了
11. 美克飞翔了
12. 美克大逃亡
13. 美克成为新星